# Corydoras arcuatus
Espèce
Corydoras arcuatus est une espèce de poissons-chats de la famille des Callichthyidae.
Appelé Corydoras arqué, il doit son nom à la bande noire qui va de l'œil au pédoncule caudal. Il mesure 5 cm.